# Nelle migliori famiglie
Nelle migliori famiglie (titolo originale In the Best Families nell'edizione americana e Even in the Best Families nell'edizione inglese) è il tredicesimo romanzo giallo di Rex Stout con Nero Wolfe protagonista.

## Trama
La signora Rackham, una ricca ereditiera, incarica Nero Wolfe di scoprire la fonte di guadagno di suo marito, sospettato di attività illegali. Quasi subito si fa vivo Arnold Zeck, capo di una potente organizzazione criminale, che intima a Wolfe di abbandonare le indagini. Wolfe rifiuta di cedere alle minacce di Zeck e Archie si reca nella villa di campagna della signora, con un pretesto, per investigare; ma prima che possa scoprire qualcosa la signora Rackham viene ritrovata assassinata, insieme a uno dei suoi dobermann da guardia. Archie fa rapporto per telefono a Wolfe, ma quando torna a New York si trova di fronte a una situazione incredibile. Wolfe ha abbandonato la sua casa nel cuore della notte ed è fuggito per una destinazione ignota. Archie si ritrova da solo e ben presto decide di aprire un'agenzia investigativa per conto proprio.

### Personaggi principali
- Nero Wolfe: investigatore privato
- Archie Goodwin: suo assistente
- Fritz Brenner: cuoco e maggiordomo
- Arnold Zeck: nemico di Wolfe
- Marko Vukcic: compagno d'infanzia di Wolfe
- Saul Panzer, Fred Durkin, Orrie Cather: collaboratori di Wolfe
- Lon Cohen: giornalista
- Sarah Rackham: una moglie sospettosa
- Barry Rackham: marito di Sarah
- Lina Darrow: segretaria della signora Rackham
- Calvin Leeds: cugino di Sarah
- Annabel Frey: nuora di Sarah
- Oliver Pierce: uomo politico
- Dana Hammond: banchiere
- Max Christy: un furfante
- Archer: procuratore distrettuale della contea di Westchester
- Dykes: capo della polizia di White Plains
- Cramer: ispettore della Squadra Omicidi

## Critica
"L'omicidio nella finzione è cambiato parecchio dai tempi di Sherlock Holmes, sotto certi aspetti per il meglio. Per gli standard della migliore detection odierna, il criminale in molte delle storie di  Conan Doyle è ridicolmente facile da individuare. Ma quello che è stato guadagnato a livello di trama è stato perduto in caratterizzazione. Holmes, malgrado le sue discutibili deduzioni da dati dubbi, era un personaggio pienamente realizzato, dalla cima del suo deerstalker in giù. C'è solo una manciata di successori ai quali si può rivolgere lo stesso complimento. Uno di essi, certamente, è Nero Wolfe [...] Nelle migliori famiglie descrive un Nero spinto a un'attività senza precedenti, costretto la lasciare la sua casa, annunciare il suo ritiro, e sottoporsi a una dieta che gli fa perdere cinquanta chili. Questi problemi per Nero sono causati da Arnold Zeck, un super-criminale che è apparso dietro le quinte in uno o due degli altri libri di Stout. Nella lotta mortale tra il super detective e il super criminale vengono utilizzati i sotterfugi più ingegnosi e improbabili. C'è anche un omicidio del tipo più ortodosso, ma è accidentale rispetto alla trama principale. Tutto ciò è molto improbabile. È l'arte di Stout a renderlo plausibile, perlomeno durante la lettura. Stout scrive con intelligenza vivace, e sa costruire dialoghi leggibili e a volte arguti."

## Opere derivate
- Nelle migliori famiglie, episodio della serie televisiva prodotta dalla Paramount Television nel 1981.

## Edizioni
- Rex Stout, Nelle migliori famiglie, traduzione di Ida Omboni, I Grandi Investigatori (n. 3), Arnoldo Mondadori Editore, 1987,  p. 159, ISBN 88-04-35873-4.